# کلران
کلران، روستایی است از توابع بخش کوهسار و در شهرستان سلماس استان آذربایجان غربی ایران.
این روستا حدود ۱۳۰ سال پیش توسط محمد پدر حاج خلیل خلیلی صدر تأسیس شد و نام آن را «کلوران» گذاشتند.

## جمعیت
این روستا در دهستان چهریق قرار داشته و بر اساس سرشماری سال ۱۳۸۵ جمعیت آن ۲۰۲نفر (۳۰ خانوار) 
بوده است.